# ガーボル・デーネシュ
ガーボル・デーネシュ CBE, FRS（Gábor Dénes、1900年 6月5日 - 1979年 2月9日）は、ハンガリー系イギリス人の電気工学者・物理学者。有名な業績としてホログラフィーの発明があり、それにより1971年のノーベル物理学賞を受賞した。
Gábor（洪： ガーボル, 英： ガボール）が姓、Dénes（洪： デーネシュ, 英： デニス）が名。名前の表記については英語圏の慣習に従って名姓順に倒置した上で英語読みしたデニス・ガボールも一般的。

## 生涯
オーストリア＝ハンガリー帝国のブダペストで、ユダヤ人一家の長男 Günszberg Dénes として生まれる。1902年、一家は姓を Günszberg から Gábor に変える許可を得た。第一次世界大戦中は北イタリアでハンガリー軍の砲兵として働いた。1918年からブダペスト工科大学で学び、その後ドイツに渡ってシャルロッテンブルク工科大学、現在のベルリン工科大学に進学した。そこで陰極線管オシログラフを使って高圧送電線の解析を行い、電子光学に興味を持つようになる。オシログラフの基礎原理を学んだガーボルは、電子顕微鏡やテレビなどの陰極線を応用した機器へと興味を広げていった。1927年、ブラウン管についての論文でPh.D.を取得。その後はプラズマランプを研究した。
1933年、ユダヤ人であるガボールはナチス・ドイツから逃れてイギリスに渡り、ウォリックシャーのラグビーにあるブリティッシュ・トムソン・ヒューストン (BTH) の開発部門に招かれた。ラグビー時代にマージョリー・バトラーと出会い、1936年に結婚。1946年、イギリス市民権を取得。1947年、BTHで勤務中にホログラフィーを発明した。電子顕微鏡の解像度を向上させる研究の中で水銀灯光源に何重にもフィルターをかける実験をしていて発見した。このホログラフィーはインライン型ホログラフィーと呼ばれる像を鮮明に観察できない形式のものであった。これは当時レーザーがなかったため、コヒーレント長の短い光源を利用せざるを得なかったからである。そのため1960年にレーザーが発明されるまでこの発明が注目を集めることはなかった。
ガボールは電子の入力と出力の着目した研究をすすめ、再ホログラフィーの発明に到達した。基本的な考え方は、完全光学イメージングのためには全ての情報を利用する必要があり、通常の光学イメージングで活用する振幅だけでなく位相も利用する必要がある。そうして完全ホロ空間写真を得ることができる。ガボールは1946年から1951年にかけてこの再ホログラフィーの理論に関する一連の論文を発表した。
また人間のコミュニケーションと聴覚についても研究し、グラニュラーシンセシスの理論を生み出した。ただし、これを実際にシンセサイザーの技法として発明し実用化したのはギリシャ人作曲家ヤニス・クセナキスとされている 。この研究や関連分野の研究が時間周波数解析発展の基盤となった。
1948年、インペリアル・カレッジ・ロンドンに移り、1958年から1967年に引退するまで、応用物理学の教授を務めた。引退後は主にイタリアで過ごしたが、シニア研究フェローとしてインペリアル・カレッジとも繋がりを保ち、またコネチカット州スタンフォードにあるCBS研究所のスタッフになった。そこで生涯の友人となったCBS研究所長ピーター・C・ゴルトマルクと協調し、通信と表示の新方式を数多く研究した。その後は社会を分析することに関心を持つようになり、1972年に The Mature Society: a view of the future（著書：成熟社会 新しい文明の選択）を出版。
レーザーが急速に発展し、様々なホログラフィーの応用（芸術、情報の格納、パターン認識など）が生まれ、ガーボルは生前に世界的に注目され成功を収めた。ノーベル賞を頂点として様々な賞を受賞している。

## 受賞歴
- 1967年 – Young Medal and Prize（英国物理学会、光学分野の賞）
- 1967年 – Colombus Award （International Institute for Communications、ジェノヴァ）
- 1968年 – Albert A. Michelson Medal （フランクリン協会（英語版）、フィラデルフィア[10]）
- 1968年 – ランフォード・メダル（王立協会）
- 1970年 - IEEE栄誉賞（IEEE）
- 1971年 - ノーベル物理学賞
- 1972年 – Holweck Prize（フランス物理学会）

## 栄誉
- 1956年 – 王立協会フェロー[1]
- 1964年 – ハンガリー科学アカデミー名誉会員
- 1964年 – D.Sc. （ロンドン大学）
- 1970年 – 名誉学位（サウサンプトン大学
- 1970年 – 大英帝国勲章コマンダー (CBE)
- 1971年 – 名誉学位（デルフト工科大学）

2009年、インペリアル・カレッジ・ロンドンはナイツブリッジにガーボルの業績を称え、ガボール・ホールと名付けた学寮をオープンした。
ガーボル生誕110周年となった2010年6月5日、Googleのロゴはホログラムのようなものにされた。

## ガーボル・デーネシュの名を冠した賞
- デニス・ガボール賞 - 国際光工学会 (SPIE)。回折波面技術、特にホログラフィーと計測学での応用の開発における優れた業績を毎年表彰[12]。
- 国際デニス・ガボール賞（英語版） - NOVOFER財団（英語版）（ハンガリー科学アカデミー）。物理学またはそれを応用した工学分野での優れた若い科学者を毎年表彰。
- ガボールメダル（英語版） - 王立協会。生命科学と他の分野との学際領域での優れた業績を表彰[13]。

## 文学作品での言及
デヴィッド・フォスター・ウォレスの Infinite Jest (1996) には、「デニス・ガボールは反キリストだった可能性が十分ある」というセリフがある。

## 著書
- Inventing the Future (Secker & Warburg, 1963)
  - この中に「未来は予測できないが、未来は発明できる。人間社会を形作る発明をするのは人間の能力である」という名言がある。(Pelican Books, 1964, p. 161)

"The future cannot be predicted, but futures can be invented. It was man's ability to invent which has made human society what it is."
- Innovations: Scientific, Technological, and Social (1970)
- The Mature Society. A View of the Future (1972)
  - 成熟社会　新しい文明の選択　Ｄ・ガボール著　林雄二郎訳　講談社
- Beyond the Age of Waste: A Report to the Club of Rome (Pergamon international library of science, technology, engineering and social studies, paperback, 1978)